# Guy de Lioncourt
Guy de Lioncourt (* 1. Dezember 1885 in Caen; † 24. oder 25. Dezember 1961 in Paris) war ein französischer Komponist.
Lioncourt studierte an der Schola Cantorum in Paris, wo Vincent d’Indy sein Kompositionslehrer war. Später lehrte er dort selbst Contrapunkt, nach dem Tode von D’Indy wurde er Vizedirektor der Schule und unterrichtete Komposition.
1918 gewann er mit seiner Oper Belle au bois dormant (1912–1915) den Grand Prix Lasserre. Lioncourt war verheiratet mit Claire Pampelonne, einer Nichte von d’Indy, und hatte fünf Kinder.
1935 gründete er die École César-Franck und war von 1943 bis 1955 deren Leiter.

## Werke
- Les dix Lépreux
- Jean de la Lune
- La Belle au Bois dormant
- Mystère de l’Emmanuel
- Chant de Noël
- Messe en si mineur
- Mystère de l’Alleluia
- Mystère de l’Esprit

Zahlreiche Chor- und Orgelwerke